# Cy Twombly
Edwin Parker "Cy" Twombly, Jr. (25 de abril de 1928 - 5 de julio de 2011) fue un pintor estadounidense de trabajos de gran formato, a base de trazos hechos con libertad, caligrafía y grafitis en campos sólidos de colores en general grises, beige y de diversos tonos de blanco. Sus obras se encuentran en las colecciones permanentes del Museo de Arte Moderno de Nueva York y el Museo del Louvre en París.
Muchas de sus pinturas tardías y trabajos en papel tendieron hacia el simbolismo romántico, y sus títulos pueden ser interpretados visualmente a través de formas, figuras y palabras. Twombly citaba frecuentemente al poeta Stéphane Mallarmé así como muchos mitos y alegorías clásicas en su trabajo. Algunos ejemplos de esto son las obras Apollo and The Artist (Apolo y el artista) y una serie de ocho dibujos que consisten únicamente en repeticiones de la palabra «VIRGIL». En una retrospectiva de 1994, el comisario Kirk Varnedoe describió el trabajo de Twombly como «influyente entre los artistas, desconcertante para muchos críticos y truculentamente difícil no sólo para el público en general, sino también para los sofisticados iniciados del arte de la posguerra». Después de adquirir Three Studies from the Temeraire de Twombly (1998–99), el director de la Art Gallery of New South Wales dijo, «algunas veces la gente necesita un poco de ayuda para reconocer una gran obra de arte que pueda resultar poco familiar». Se dice que Twombly influyó a artistas más jóvenes como Anselm Kiefer, Francesco Clemente y Julian Schnabel.

## Primeros años y carrera
Twombly nació en Lexington (Virginia) el 25 de abril de 1928. El padre de Twombly, a quien también apodaban "Cy", era pitcher de los Chicago White Sox. Ambos tenían el apodo por el jugador estrella Cy Young quien jugaba para los Saint Louis Cardinals, Boston Red Sox, Cleveland Indians y los Boston Braves.
A los 12 años, Twombly comenzó a tomar clases de arte privadas con el maestro español Pierre Daura. Sirvió como criptógrafo en el ejército de los Estados Unidos después de graduarse de la preparatoria de Lexington en 1946. Twombly estudió en la Darlington School en Rome (Georgia), y estudió en la School of the Museum of Fine Arts, Boston (1948–49), y en la Washington and Lee University (1949–50) en Lexington, Virginia. De 1950 a 1951, estudió en la Liga de estudiantes de arte de Nueva York, donde conoció a Robert Rauschenberg, quien lo alentó a asistir al Black Mountain College cerca de Asheville, en Carolina del Norte. En el Black Mountain (1951-1952) estudió con Franz Kline, Robert Motherwell y Ben Shahn, y conoció al compositor John Cage.
Con la ayuda de Motherwell, la galería de Samuel M. Kootz de Nueva York organizó su primera muestra individual en 1951. En ese momento su trabajo estaba influenciado por el expresionismo gestual en blanco y negro de Kline, así como por imágenes de Paul Klee. En 1952, Twombly recibió una donación del Virginia Museum of Fine Arts que le permitió viajar al Norte de África, España, Italia y Francia. Entre los años 1954 y 1956, dio clases en la Southern Virginia University en Buena Vista (Virginia), actualmente conocida como la Universidad de Virginia del Sur.
En 1957, Twombly se mudó a Roma, donde conoció a la baronesa y artista italiana Tatiana Franchetti, hermana de su patrón, el barón Giorgio Franchetti. Se casaron en la alcaldía de Nueva York en 1959 y después compraron un palazzo en la Via di Monserrato en Roma. Tiempo después prefirieron vivir en Gaeta, cerca de Roma. En el 2011, Twombly murió en Roma después de haber estado hospitalizado varios días y tras haber padecido un cáncer desde hacía muchos años. Tuvo un hijo, Cyrus Alessandro Twombly, que también es pintor y vive en Roma.
A Twombly también le sobrevivió Nicola Del Roscio, «su compañero de muchos años».

## Trabajo
A su regreso en 1953, Twombly sirvió en el ejército de los Estados Unidos como criptógrafo, una actividad que dejó una distintiva marca en su estilo artístico. De 1955 a 1959, trabajó en Nueva York, donde se convirtió en una figura prominente de entre un grupo de artistas, como Robert Rauschenberg —con quien mantuvo una relación además de compartir el mismo estudio— y Jasper Johns. La exposición en la emergente New York School depuró los aspectos figurativos de su trabajo, alentando una forma simplificada de abstracción. Quedó fascinado con el arte tribal, utilizando el lenguaje pintoresco de principios de la década de 1950 para evocar el primitivismo, yendo en reversa de la evolución normal de la New York School. Twombly desarrolló rápidamente una técnica de dibujo gestural que se caracterizaba por líneas blancas delgadas sobre un óleo oscuro que parecía estar rayado en la superficie. Sus primeras esculturas, hechas a base de objetos descartados, encapsulan su contemplación de regreso a Europa y el Norte de África. Dejó de hacer esculturas en 1959 y no lo retomó hasta 1976.
Twombly a menudo escribía en sus pinturas los nombres de figuras mitológicas durante la década de 1960. La mudanza de Twombly en 1957 a Gaeta, en el sur de Italia, le brindó un contacto más cercano a las fuentes clásicas. Desde 1962 produjo una serie de trabajos basados en mitos, incluyendo Leda y el Cisne y el Nacimiento de Venus; los mitos fueron una temática recurrente en el obras de Twombly en la década 1960. Entre 1960 y 1963 Twombly pintó la violación de Leda por el dios Zeus/Júpiter en la forma de un cisne en seis ocasiones; una en 1960, dos veces en 1962 y en tres ocasiones en 1963.
La exposición de Twombly en 1964 de nueve paneles titulados Discourses on Commodus (1963) en la Galería Leo Castelli en Nueva York fue criticada por el artista y escritor Donald Judd quien dijo «hay algunos escurrimientos y salpicadas con una línea de lápiz ocasionalmente» en una reseña que escribió. «No hay nada que ver en estas pinturas».
Los símbolos eróticos y corporales comenzaron a ser más prominentes, mientras que una lírica aún mayor se desarrollaba en sus "pinturas de pizarrón". Entre 1967 y 1971, realizó un número de trabajos a base del color gris, sus "pinturas grises". Esta serie presenta garabatos tersos e incoloros, que recuerdan al gris sobre un pizarrón, sin formar ninguna palabra. Twombly realizó su trabajo utilizando una técnica poco común: se sentaba en los hombros de un amigo, quien corría de un lado al otro a lo largo del óleo, permitiéndole al artista crear líneas continuas y fluidas. En el verano y otoño de 1969, Twombly realizó una serie de catorce pinturas mientras se hospedaba en el Bolsena, un lago al norte de Roma. En 1971, Nini Pirandello, la esposa del galerista romano de Twombly, Plinio De Martiis, murió súbitamente. Twombly pintó las elegiacas Pinturas de Nini.
Sus esculturas tardías exhibían una mezcla similar de expansionismo emocional e intelecto sofisticado. Desde 1976, Twombly comenzó a hacer esculturas nuevamente, las cuales estaban ligeramente pintadas de blanco sugiriendo las formas clásicas. Al igual que sus trabajos tempranos, estas piezas están ensambladas a base de materiales que encontraba como: pedazos de madera y/o empaques, o de moldes hechos con bronce cubiertos de pintura blanca y plaster. En una entrevista con el crítico David Sylvester, en la ocasión de una larga exhibición de sus esculturas en Kunstmuseum Basel en el 2000, Twombly reveló que para él las demandas de la escultura eran distintivamente diferentes a las que requería la pintura. «[la escultura] es un estado completamente diferente. Y se trata de construir algo. Mientras que la pintura es más como una fusión, una fusión de ideas, fusión de sentimientos, fusión proyectada en atmósfera».
A mediados de la década de 1970, en pinturas como Sin título de 1976, Twombly comenzó a evocar paisajes a través del color (favoreciendo el café, verde y azul claro), inscripciones escritas y elementos de collage En 1978 trabajó en el conjunto monumental histórico Cincuenta días en Iliam, una serie de diez piezas inspiradas en la La Ilíada de Homero; desde entonces Twombly continuó dibujando acerca de literatura y mitos, desplegando metáforas pictoriales crípticas que sitúan experiencias individuales dentro de las grandes narrativas de la tradición occidental, como en los óleos de Gaeta y el monumental Cuatro Temporadas concluida en 1994.
En un ensayo en el catálogo de la exhibición de Dulwich del 2011 (ver abajo), Katharina Schmidt resume los alcances y la técnica del œuvre de Twombly

El trabajo de Cy Twombly puede ser entendido como un vasto compromiso con la memoria cultural. Sus pinturas, dibujos y esculturas acerca de sujetos mitológicos han venido a formar parte significante de es memoria. Usualmente dibuja a los dioses y héroes más comunes, se restringe a unos pocos episodios relativamente conocidos como fueron narrados por poetas historiadores, a los cuales se les ha dado forma visible por aristas y han sido reinterpretados repetidamente en la literatura y arte visual de siglos después... Su medio especial es la escritura. Empezando puramente con marcas gráficas, el desarrolló un tipo de meta-escrito en el cual los signos abreviados, trazos, bucles, números y los pictogramas más simples esparcidos a través del plano de la obra en un proceso de movimiento incesante, son repetidamente distorsionados por borraduras. Eventualmente, esto hizo metamorfosis a un guión.
Katherina Schmidt

Sin embargo en un artículo de 1994, Kirk Varnedoe pensó que era necesario defender los garabatos y salpicaduras, aparentemente aleatorios, de Twombly de las críticas que decían: «Esto son garabatos: mi hijo podría hacerlos».

Uno puede decir que cualquier niño puede hacer un dibujo como los de Twombly únicamente en el sentido de que cualquier tonto con un martillo puede fragmentar esculturas como lo hacía Auguste Rodin, o que cualquier pintor de fachadas puede salpicar pintura igual que Pollock. Ninguno de estos casos es cierto. En cada caso el arte no recae en la finura de cada marca individual, si no en la orquestración de una serie de reglas personales no decodificadas sobre dónde actuar y dónde no, qué tan lejos se debe ir y cuándo se debe parar, de tal manera que el cortejo acumulativo de caos aparente define un original híbrido de orden, el cual a cambio ilumina un complejo sentido de experiencia humana que no esta dicho o se dejó pequeño en el arte previo.
Kirk Varnedoe

Junto con Rauschenberg y Jasper Johns, Twombly es referido como el representantemás importante de una generación de artistas que se distanciaron del expresionismo abstracto.

## Exposiciones

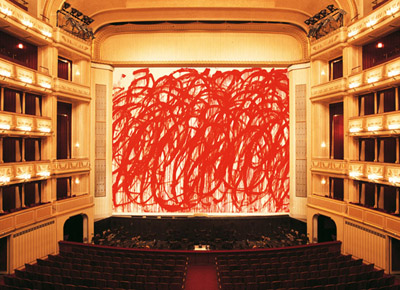
El telón de Cy Twombly en la Ópera Estatal de Viena (temporada 2010-2011)

Después de haber expuesto en la Stable Gallery de 1953 a 1957, Twombly se movió a la Galería Leo Castelli y después expuso en la Galería Gagosian. La Galería Gagosian abrió una nueva galería en Roma, la ciudad donde vivía Twombly, el 15 de diciembre de 2007, siendo su muestra inaugural Tres Notas de Salalah.
En 1993, en la Matthew Marks Gallery en New York, una exhibición de fotografías tomadas por Twombly ofrecía una selección de imágenes grandes a color y borrosas de tulipanes, árboles y bustos antiguos basados en polaroids del artista. En el 2008, una selección especialmente curada del trabajo fotográfico de Twombly fue exhibida en Huis Marseille, el Museo de Fotografía en Ámsterdam; la exhibición fue inaugurada por Sally Mann. Durante la temporada de 2010/2011 en la Ópera Estatal de Viena Cy Twombly diseñó la fotografía de gran escala Bacchus como parte de la serie de exhibición Cortina de Seguridad, concebida por museum in progress. En el 2011, el Museo Brandhorst, montó una retrospectiva de las fotografías de Twombly de 1951 a 2010. Esta exposición fue transferida al "Museum für Gegenwartskunst" en Siegen y al Palais des Beaux-Arts en Bruselas.
El trabajo de Twombly se expuso como parte de Twombly y Poussin: pintores de Arcadia en la Dulwich Picture Gallery en Londres desde el 29 de junio de 2011 menos de una semana antes de la muerte de Twombly. La muestra estaba construida alrededor de una cita de Twombly que decía: «Me hubiera gustado ser Poussin, si hubiera tenido opción, en otro tiempo» y es la primera vez que su trabajo fue exhibido junto con el de Poussin. En conjunto con el ala Moderna del museo, la apertura de la exhibición como solista de Twombly —Cy Twombly: El Mundo Natural, Trabajos Seleccionados de 2000-2007— estuvo expuesta en el Instituto de Arte de Chicago en el 2009. Las últimas pinturas, la exhibición individual más reciente de Twombly, comenzó en Los Ángeles a principios del 2012. Seguida por la exhibición de Hong Kong, viajó a la Galería Gagosian en Londres y Nueva York en el transcurso del 2012. Las ocho pinturas sin título están muy relacionadas con el grupo Camino Real que se inauguró en París en el 2010.

### Retrospectivas

Imagen de la exposición de 10 acrílicos de Cy Twombly en la Bourse de París en abril de 2023.

En 1968, el Milwaukee Art Museum montó la primera retrospectiva de su arte. Twombly tuvo su siguiente retrospectiva en el Museo Whitney de Arte estadounidense en 1979, curada por David Whitney. El artista ha sido honrado con retrospectivas en: el Kunsthaus Zürich en 1987 (curada por Harald Szeemann), el Musée National d'Art Moderne, en París, en 1988, y el Museo de Arte Moderno de Nueva York en 1994, con sedes adicionales en Houston, Los Ángeles, y Berlín. En el 2001, la Menil Collection, el Kunstmuseum Basel, y la Galería Nacional de Arte presentaron la primera exposición dedicada exclusivamente a las esculturas de Twombly, recolectando sesenta y seis trabajos creados de 1946 a 1998. La retrospectiva europea «Cy Twombly: ciclos y temporadas» abrió en la Tate Modern, en Londres, en junio de 2008, con versiones subsecuentes en el Museo Guggenheim Bilbao y en la Galleria Nazionale d'Arte Moderna en Roma en el 2009.
Londres mantuvo una retrospectiva de Twombly en la Tate Modern del 10 de junio al 14 de septiembre de 2008. Algo del texto de la exposición decía:

Esta fue su primera retrospectiva en quince años, y nos proporciona una visión general de su trabajo desde 1950 hasta ahora... En el corazón de la exhibición está el trabajo de Twombly explorando los ciclos asociados con las temporadas, la naturaleza y el paso del tiempo. Muchos grupos clave se juntaron por primera vez, como el del Tate Cuatro Temporadas (1993–94) junto con aquellos del Museo de Arte Moderno en Nueva York. La exposición también explora como influye la antigüedad, el mito y lo mediterráneo en Twombly, por ejemplo, las violentas espirales rojas en el las pinturas del Bacchus del 2005 que traen a la mente al dios ebrio del vino. La exhibición provee una oportunidad única de ver el rango completo de la larga e influyente carrera de Twombly desde una perspectiva fresca.
Texto de la muestra de la Tate Modern

## Colecciones
En 1989, el Museo de Arte de Filadelfia abrió salas permanentes dedicadas a su serie monumental de 10 pinturas, «Cincuenta días en el Iliam» (1978), basado en la traducción de la Iliada que realizó Alexander Pope.
La Galería de Cy Twombly de la Menil Collection en Houston, diseñada por Renzo Piano e inaugurada en 1995, alberga más de treinta pinturas, esculturas y trabajos en papel de Twombly, datada desde 1953 a 1994. Una gran colección del trabajo de Twombly se conserva en el Museo Brandhorst, en la Pinakothek der Moderne, en Múnich, y en el Museo de Arte Moderno de Dallas, en Texas.
En 1995, Las Cuatro Temporadas entró en la colección permanente del Museo de Arte Moderno de Nueva York como un regalo del artista. El reciente trabajo de Twombly: Tres Estudios del Temerario (1998–1999), un tríptico, fue comprado por la Art Gallery of New South Wales en A$4.5 millones en el 2004. En el 2010, la pintura in situ de Twombly, Techo fue desvelada en la Salle des Bronzes en el Museo del Louvre; fue el tercer artista que se ha invitado a hacer esto. Los otros dos fueron Georges Braque en la década de 1950 y François Morellet en el 2010. En el 2011, el Museo de Arte Moderno de Nueva York, adquirió nueve trabajos con un valor aproximado de $75 millones.
Algunos de sus trabajos se mostraron en una exhibición llamada 'Joseph Mallord William Turner Monet Twombly: Pinturas Tardías' la cual estuvo abierta al público del 22 de junio al 28 de octubre de 2012 en la Tate Liverpool.
El Instituto de Arte de Chicago hospeda la exhibición, «Cy Twombly: Selección de Esculturas 1948–1995». La exhibición muestra ejemplos de las esculturas de Twombly realizadas entre 1948 y 1995, compuestas mayormente de elementos toscos de madera cubiertos en pintura blanca y plaster. El instituto también tiene estampados, dibujos y pinturas del artista en su colección permanente.

## Reconocimientos
Twombly fue distinguido con numerosos premios, entre ellos en 1984 fue galardonado con el “Internationaler Preis für bildende Kunst des Landes Baden-Württemberg” y en 1987 con el “Rubens-Peis der Stadt Siegen", pero el premio más notable fue el Praemium Imperiale en 1996.
Twombly fue invitado a exhibir su trabajo en el Bienal de Venecia en 1964, 1989 y 2001 cuando se le otorgó el premio del León Dorado en la edición número 49 del Bienal de Venecia. En el 2010, fue ordenado Caballero de la Légion d’Honneur por el gobierno francés. Durante el otoño de 2010, Tacita Dean produjo un filme acerca de Twombly, titulado "Edwin Parker".

## La Cy Twombly Foundation
En el testamento de Twombly, redactado bajo la ley americana, asignaba el arte y dinero del artista a la Cy Twombly Foundation de Nueva York. La fundación controla mucho del trabajo de Twombly. Bajo el nombre de la fundación se encuentra la mansión beaux Arts de 25 pies de ancho en la Calle 82 en el este y está programada para abrir sus puertas a finales del 2012 como un centro de estudio y exhibición.

## El mercado del arte
En 1990, una subasta Christie's marcó un récord para Twombly, con su trabajo de pizarrón sin título de 1971 vendido en $5.5 millones de dólares. En el 2011, el trabajo de Twombly de 1967: Sin título se vendió en $15.2 millones de dólares en Christie's en Nueva York.
Un nuevo récord fue establecido en mayo de 2012 por la venta de su pintura de 1970 Sin Título (Nueva York) en Sotheby's por $ 17.4 millones de dólares (€ 13.4 millones). En noviembre de 2013 el precio récord de $21.7 millones por Poemas para el mar de 1959, una obra multimedia en papel de 24 partes, fue alcanzado en la Venta de Arte Contemporáneo de Sotheby.

## Publicaciones
Una primera monografía de dibujos editados por Heiner Bastian fue publicada en 1972. En 1977, la primera monografía de las pinturas fue publicada por Propyläen Verlag en Berlín, seguida por las publicaciones del catálogo razonado de sus esculturas por Nicola Del Roscio en 1997.

## El incidentePhaedrus
De junio a septiembre de 2007 se presentó en la Fundación Lambert (Hôtel de Caumont) de Aviñón (Francia), una exhibición de las pinturas de Twombly, Floreciendo, una Blooming, el Esparcimiento de capullos y Otras cosas, y otros trabajos en papel de la colección del galerista Yvon Lambert. El 19 de julio de 2007, la policía arrestó a la artista franco-camboyana Rindy Sam, después de haber besado un panel del tríptico Phaedrus de Twombly. En el panel, un óleo completamente blanco, quedó una marca del lápiz de labios rojo de Sam. La artista fue juzgada en la corte de Aviñón con el cargo de "degradación voluntaria de una pieza de arte".
Sam defendió su gesto ante la corte: «Tan sólo fue un beso, un gesto de amor. La besé sin pensarlo; creí que el artista lo entendería... Fue un acto artístico provocado por el poder del Arte».
La acusación calificó su gesto como "un tipo de canibalismo o parasitismo", mientras que al mismo tiempo admitía que Sam "no es consciente de lo que ha hecho", y pidió que se la multara con €4500 y que la obligaran a asistir a una clase de ciudadanía. La obra de arte valorada en $2 millones de dólares, fue expuesta en el Museo de arte contemporáneo de Aviñón. En noviembre de 2007 a Sam se la condenó a pagarle €1000 al dueño de la obra, €500 a la galería de Aviñón que exhibía la obra y €1 al artista.